# Yvonne Bourgeois
Pour les articles homonymes, voir Bourgeois.
Yvonne Bourgeois, née le 6 mai 1902 à Paris et morte dans la même ville le 12 juin 1983, est une patineuse artistique et joueuse de tennis française.

## Biographie

### Famille
Fille du célèbre fabricant de gouaches et de peinture à l’huile Joseph Bourgeois, Yvonne est la plus jeune des quatre sœurs Bourgeois qui ont joué au tennis (avec Germaine, Madeleine et Suzanne).

### Carrière sportive
Yvonne Bourgeois est une pionnière du patinage artistique français du début du XXe siècle, comme Anita Nahmias, Nina Aysaguer, Simone Roussel ou Suzanne Poujade.
Elle remporte, avec son partenaire et beau-frère Francis Pigueron, deux fois le titre de champion de France en couple en 1922 et 1923. Elle a également patiné avec Maurice del Valle en 1912 et Robert George en 1914. Elle a aussi patiné en individuelle et a été quatre fois vice-championne de France en 1914, 1921, 1922, 1923.
En 1924, elle se concentre sur le tennis et devient championne de France en double dames avec Marguerite Broquedis. Peu après, elles se classent 4e du tournoi des Jeux olympiques à Paris, perdant le match pour la médaille de bronze contre la paire britannique Evelyn Colyer - Dorothy Shepherd.
Lorsqu'elle épouse Yann Le Quellec en 1930, elle abandonne le tennis et porte son attention sur le golf. Elle est rapidement devenue l'une des meilleures joueuses de France en remportant le championnat de France amateur dames.

## Palmarès en patinage artistique
| Championnats du monde                             |      |      |      | CA   | CA   | CA   | CA   | CA   | CA   | CA   |      |      |  |  |
| Championnats de France                            |      |      | 2e   | CA   | CA   | CA   | CA   | CA   | CA   | 2e   | 2e   | 2e   |  |  |
|                                                   |      |      |      |      |      |      |      |      |      |      |      |      |  |  |
| Compétitions en Couple                            | 1912 | 1913 | 1914 | 1915 | 1916 | 1917 | 1918 | 1919 | 1920 | 1921 | 1922 | 1923 |  |  |
| Championnats du monde                             |      |      |      | CA   | CA   | CA   | CA   | CA   | CA   | CA   | F    |      |  |  |
| Championnats de France                            | 3e   |      | 2e   | CA   | CA   | CA   | CA   | CA   | CA   | 2e   | 1re  | 1re  |  |  |
| Légende : F = Forfait ; CA = Championnats annulés |      |      |      |      |      |      |      |      |      |      |      |      |  |  |

## Palmarès tennistique

### Titre en double dames
| No | Date       | Nom et lieu du tournoi      | Catégorie | Surface      | Partenaire           | Finalistes                       | Score    |          |
| -- | ---------- | --------------------------- | --------- | ------------ | -------------------- | -------------------------------- | -------- | -------- |
| 1  | ??-05-1924 | Championnat de France Paris |           | Terre (ext.) | Marguerite Broquedis | Germaine Golding Jeanne Vaussard | 6-3, 6-3 | Parcours |

### Finale en double mixte
| No | Date       | Nom et lieu du tournoi      | Catégorie | Surface      | Vainqueures                     | Partenaire   | Score    |          |
| -- | ---------- | --------------------------- | --------- | ------------ | ------------------------------- | ------------ | -------- | -------- |
| 1  | ??-05-1923 | Championnat de France Paris |           | Terre (ext.) | Suzanne Lenglen Jacques Brugnon | Henri Cochet | 6-1, 7-5 | Parcours |

## Parcours en Grand Chelem (partiel)
Si l’expression « Grand Chelem » désigne classiquement les quatre tournois les plus importants de l’histoire du tennis, elle n'est utilisée pour la première fois qu'en 1933, et n'acquiert la plénitude de son sens que peu à peu à partir des années 1950.

### En simple dames
| Année | Championnat d'Australasie Championnat d'Australie | Championnat d'Australasie Championnat d'Australie | Championnat de France Internationaux de France | Championnat de France Internationaux de France | Wimbledon      | Wimbledon    | US National | US National |
| ----- | ------------------------------------------------- | ------------------------------------------------- | ---------------------------------------------- | ---------------------------------------------- | -------------- | ------------ | ----------- | ----------- |
| 1924  | -                                                 | -                                                 | 1er tour (1/8)                                 | Suzanne Deve                                   | -              | -            | -           | -           |
| 1925  | -                                                 | -                                                 | 3e tour (1/8)                                  | Nicole Desclercs                               | -              | -            | -           | -           |
| 1926  | -                                                 | -                                                 | 1er tour (1/16)                                | Simonne Mathieu                                | -              | -            | -           | -           |
| 1927  | -                                                 | -                                                 | 2e tour (1/16)                                 | Bobbie Heine                                   | -              | -            | -           | -           |
| 1928  | -                                                 | -                                                 | 2e tour (1/16)                                 | Eileen Bennett                                 | 2e tour (1/32) | Elsa Haylock | -           | -           |

À droite du résultat, l’ultime adversaire.

### En double dames
| Année | Championnat d'Australasie Championnat d'Australie | Championnat d'Australasie Championnat d'Australie | Championnat de France Internationaux de France | Championnat de France Internationaux de France | Wimbledon                  | Wimbledon             | US National | US National |
| ----- | ------------------------------------------------- | ------------------------------------------------- | ---------------------------------------------- | ---------------------------------------------- | -------------------------- | --------------------- | ----------- | ----------- |
| 1924  | -                                                 | -                                                 | Victoire M. Broquedis                          | G. Golding J. Vaussard                         | -                          | -                     | -           | -           |
| 1925  | -                                                 | -                                                 | 1/2 finale M. Broquedis                        | Evelyn Colyer Kitty McKane                     | -                          | -                     | -           | -           |
| 1926  | -                                                 | -                                                 | 2e tour (1/8) G. Bourgeois                     | D. Shepherd Joan Fry                           | -                          | -                     | -           | -           |
| 1928  | -                                                 | -                                                 | 1er tour (1/8) M. Broquedis                    | E. Bennett P. Holcroft                         | 3e tour (1/8) M. Broquedis | J. Russell C. Tyrrell | -           | -           |

Sous le résultat, la partenaire ; à droite, l’ultime équipe adverse.

### En double mixte
| Année | Championnat d'Australasie Championnat d'Australie | Championnat d'Australasie Championnat d'Australie | Championnat de France Internationaux de France | Championnat de France Internationaux de France | Wimbledon | Wimbledon | US National | US National |
| ----- | ------------------------------------------------- | ------------------------------------------------- | ---------------------------------------------- | ---------------------------------------------- | --------- | --------- | ----------- | ----------- |
| 1923  | -                                                 | -                                                 | Finale Henri Cochet                            | S. Lenglen J. Brugnon                          | -         | -         | -           | -           |
| 1928  | -                                                 | -                                                 | 1/2 finale René Lacoste                        | E. Bennett Henri Cochet                        | -         | -         | -           | -           |

Sous le résultat, le partenaire ; à droite, l’ultime équipe adverse.

## Parcours aux Jeux olympiques
| # | Date       | Nom de l'olympiade    | Surface      | Résultat                 | Partenaire           | Ultimes adversaires              | Score    |          |
| - | ---------- | --------------------- | ------------ | ------------------------ | -------------------- | -------------------------------- | -------- | -------- |
| 1 | 13/07/1924 | Jeux olympiques Paris | Terre (ext.) | 4e place (petite finale) | Marguerite Broquedis | Evelyn Colyer · Dorothy Shepherd | 6-1, 6-2 | Parcours |